# Río Poprad
El río Poprad (del alemán: Popper) es un corto río del norte de Eslovaquia y del sur de Polonia, un afluente por la derecha del Dunajec (cerca de Stary Sącz). Tiene una longitud de 170 km, de los que 63 km están en Polonia (por longitud total, el 22.ºdel país) y una cuenca de 2.077 km², (de los que 1.594 km² están en Eslovaquia y 483 km² en Polonia). Gran parte de la sección polaca de su cuenca está incluida en el área protegida del Parque del paisaje de Poprad.
Es el único río eslovaco que fluye en dirección norte. El Poprad atraviesa los distritos de Poprad, Kežmarok y Stará Ľubovňa y luego forma a lo largo de 31,1 km la frontera polaco-eslovaca.

## Ciudades
- Poprad
- Kežmarok
- Stará Ľubovňa
- Muszyna
- Piwniczna-Zdrój
- Rytro
- Stary Sącz